# 2021년 시흥 울브스 시즌
2021년 시흥 울브스 시즌은 시흥 울브스가 창단되어 독립야구단 경기도리그에 참가하는 첫 시즌이다. 진야곱 감독이 팀을 맡았다.

## 코치/프런트
- 윤석민(타격), 안규성(투수), 박제윤, 이정, 채태인(홍보이사), 박재상(홍보부장)

## 선수단
- 투수 : 김성한, 심유호, 이현준, 박민준, 유욱현, 김지훈, 강재우, 전태준, 이동규, 문성우, 윤민재, 유승훈, 신재영, 금민철
- 포수 : 홍태영
- 내야수 : 김상묵, 김태선, 이종혁, 임지유, 장범수, 엄원진
- 외야수 : 이정재, 김동연